# Резерват Машра
Резерват Машра (енгл. Mashra Game Reserve) је заштићено природно подручје у Јужном Судану у вилајету Џонглеј, јужно од града Малакала. Захвата повшину од око 4.500 км². Обухвата мочварно-травне пределе са значајним стаништем слонова.